# Fangoterapia

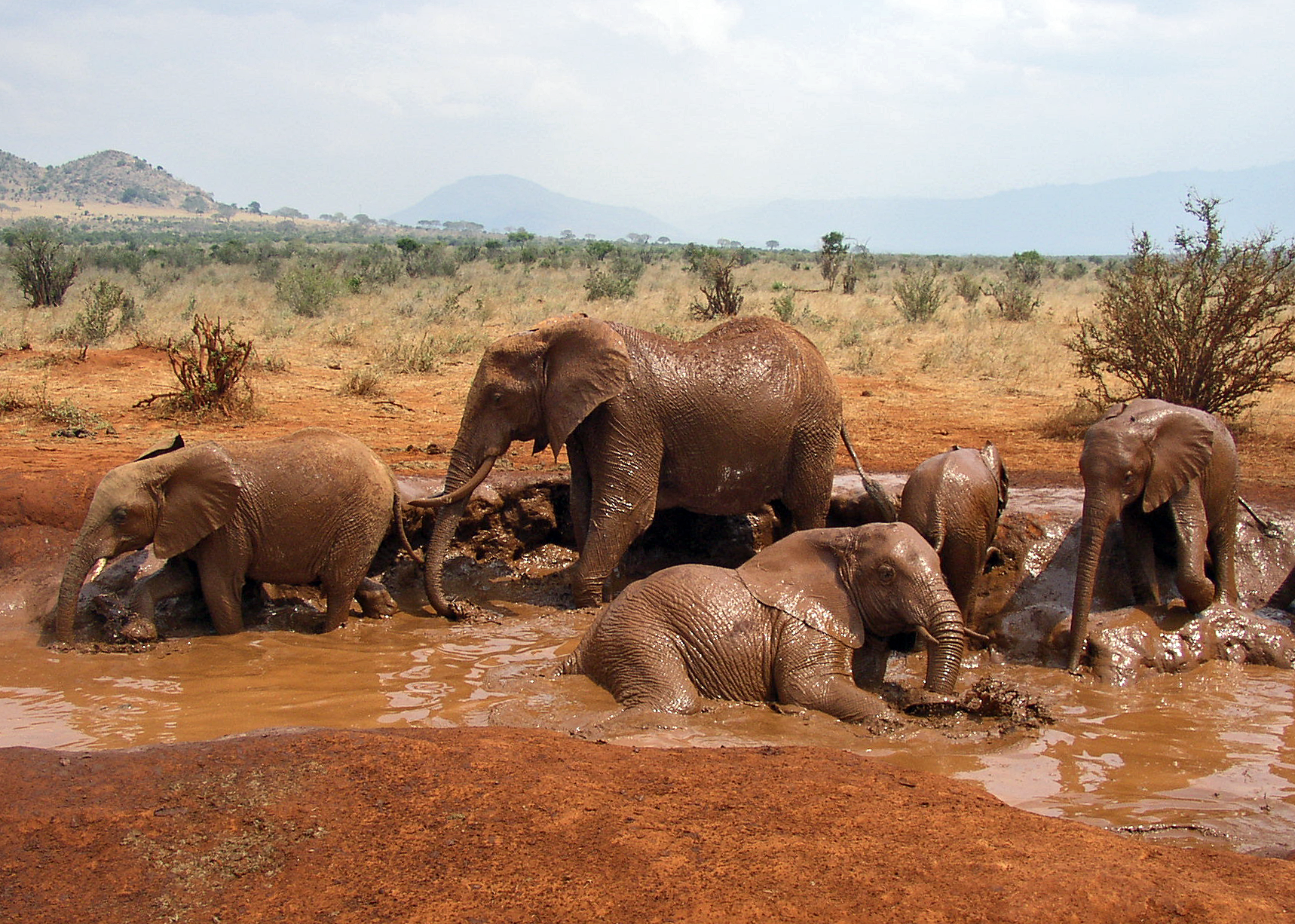
Los elefantes carecen de glándulas sudoríparas y sebáceas, por lo que los baños de barro los ayudan a regular su temperatura corporal. Las grietas en su piel facilitan la retención de humedad.

La fangoterapia, barroterapia o lodoterapia (del español «fango», ‘lodo, barro, arcilla’, y el griego therapeia, ‘terapia’) es un tratamiento tópico utilizado en la medicina alternativa que consiste principalmente en la aplicación de elementos como la tierra mezclada con agua para buscar beneficios estéticos y curativos.

## Historia de la fangoterapia
Según los seguidores de la fangoterapia, los médicos del antiguo Egipto empleaban barro para tratar inflamaciones, heridas cutáneas ―tales como las úlceras o quemaduras―, y también para embalsamar.
Tal y como aparece en sus escritos, el médico griego Hipócrates (460-337 a. C.) utilizaba el fango para curar enfermedades como trastornos digestivos e inflamaciones.
Actualmente se continúa aprovechando los beneficios del barro en métodos de terapia alternativa, y en centros curativos o para tratamientos de belleza.

## Técnicas de fangoterapia
Los baños de lodo consisten en aplicar barro húmedo sobre el cuerpo hasta que se seque completamente. Se puede complementar con hierbas y masajes (faciales o corporales), lo que permite una mayor relajación.

## Aplicaciones
Según algunos autores y prácticas tradicionales, se indica que tiene los siguientes usos:
- poder refrescante
- limpiador de la piel
- antiinflamatorio
- descongestionante
- absorbente
- cicatrizante
- calmante del dolor

### Uso externo (cataplasma)
- Ayuda a alcanzar un «equilibrio térmico», lo que genera un mejor funcionamiento de los órganos del cuerpo y restablece la salud en general (según la técnica de Lezaeta).[3]
- En heridas, quemaduras, golpes u otras, se indica que es cicatrizante, purificadora y absorbente.[4]
- Absorbería el exceso de grasa en pieles grasas y mixtas.[1]
- Curaría el acné.
- Eliminaría las pústulas.[cita requerida]
- Cerraría los poros dilatados.[cita requerida]
- Curaría la celulitis, ya que extraería el agua de la piel.[cita requerida]
- Curaría la flacidez, ya que hidrataría la piel.[cita requerida] Para este efecto también se lo acompaña de masajes, hierbas y aceites.
- Podría disimular marcas en la piel.[cita requerida]
- Podría aclarar manchas.[cita requerida]
- Podría limpiar la piel porque absorbería las células muertas.[cita requerida]